# Looker 440S
Looker 440S — пассажирская яхта на подводных крыльях. Построена в 2017 году ярославской компанией «Paritetboat». Корпус судна изготовлен из алюминиево-магниевого сплава. Особенностью конструкции является подводное крыло с двумя плоскостями. Имеются удобства для пассажиров: две каюты с восемью спальными местами, кухня, два санузла.